# Étréchy, Essonne
Étréchy là một xã ở tỉnh Essonne thuộc vùng Île-de-France miền bắc nước Pháp.
Thị trấn nằm ở tả ngạn của sông Juine, tạo thành phần lớn ranh giới phía đông thị trấn.
Theo điều tra dân số năm 1999, dân số xã này là 6.104 người. Ước tính dân số năm 2007 là 6.219.
Danh xưng cư dân địa phương Étréchy trong tiếng Pháp là Strépiniacois.